# Protágoras (diálogo)
Protágoras é um diálogo platônico que se ocupa,da natureza da virtude, discutindo, basicamente, se a virtude é ou não ensinável. 
O diálogo descreve um confronto entre Sócrates e o sofista Protágoras de Abdera. Protágoras sustenta que a virtude pode ser ensinada e Sócrates defende a posição oposta.